# Lubomír Buchta
Lubomír „Luboš” Buchta (ur. 16 maja 1967 w Novym Měscie) – czeski biegacz narciarski reprezentujący też Czechosłowację, zawodnik klubu Dukla Liberec.

## Kariera
Po raz pierwszy na arenie międzynarodowej pojawił się w 1987 roku, startując na mistrzostwach świata juniorów w Asiago. Zajął tam dziesiąte miejsce w sztafecie, a w biegu na 30 km stylem dowolnym zajął 48. miejsce.
W Pucharze Świata zadebiutował 7 stycznia 1989 roku w Kawgołowie, zajmując dziewiąte miejsce na dystansie 15 km techniką klasyczną. Tym samym już w swoim debiucie zdobył pierwsze pucharowe punkty. Na podium zawodów tego cyklu jedyny raz stanął 14 marca 1992 roku w Vang, kończąc rywalizację w biegu na 50 km stylem klasycznym na trzeciej pozycji. W zawodach tych wyprzedzili go jedynie Vegard Ulvang z Norwegii oraz Michaił Botwinow z ZSRR. W klasyfikacji generalnej sezonu 1991/1992 zajął ostatecznie 17. miejsce.
W 1992 roku wziął udział w igrzyskach olimpijskich w Albertville, gdzie zajął siódme miejsce w sztafecie oraz trzynaste w biegu na 30 km techniką klasyczną. Trzynaste miejsce zajął też na dystansie 50 km stylem dowolnym podczas igrzysk olimpijskich w Nagano w 1998 roku. Był też między innymi piąty w biegu na 10 km techniką klasyczną oraz dziewiąty w biegu na 30 km klasykiem podczas mistrzostw świata w Val di Fiemme w 1991 roku.

## Osiągnięcia

### Igrzyska olimpijskie
| Miejsce | Dzień     | Rok  | Miejscowość | Konkurencja             | Czas biegu | Strata  | Zwycięzca       |
| ------- | --------- | ---- | ----------- | ----------------------- | ---------- | ------- | --------------- |
| 13.     | 10 lutego | 1992 | Albertville | 30 km stylem klasycznym | 1:22:27,8  | +3:12,8 | Vegard Ulvang   |
| 7.      | 18 lutego | 1992 | Albertville | Sztafeta 4 × 10 km      | 1:39:26,0  | +4:54,0 | Norwegia        |
| 26.     | 17 lutego | 1994 | Lillehammer | 10 km stylem klasycznym | 24:20,1    | +1:57,5 | Bjørn Dæhlie    |
| 24.     | 19 lutego | 1994 | Lillehammer | 10 km + 15 km pościgowy | 1:00:08,8  | +4:45,2 | Bjørn Dæhlie    |
| 8.      | 22 lutego | 1994 | Lillehammer | Sztafeta 4 × 10 km      | 1:41:15,0  | +5:57,6 | Włochy          |
| DNF     | 9 lutego  | 1998 | Nagano      | 30 km stylem klasycznym | 1:33:55,8  | -       | Mika Myllylä    |
| 52.     | 12 lutego | 1998 | Nagano      | 10 km stylem klasycznym | 27:24,5    | +3:13,9 | Bjørn Dæhlie    |
| 50.     | 14 lutego | 1998 | Nagano      | 10+15 km pościgowy      | 1:07:01,7  | +5:58,9 | Thomas Alsgaard |
| 13.     | 22 lutego | 1998 | Nagano      | 50 km stylem dowolnym   | 2:05:08,2  | +6:26,6 | Bjørn Dæhlie    |

### Mistrzostwa świata
| Miejsce | Dzień     | Rok  | Miejscowość   | Konkurencja             | Czas biegu | Strata  | Zwycięzca                     |
| ------- | --------- | ---- | ------------- | ----------------------- | ---------- | ------- | ----------------------------- |
| 30.     | 18 lutego | 1989 | Lahti         | 30 km stylem klasycznym | 1:24:56,9  | +5:06,8 | Władimir Smirnow              |
| 26.     | 22 lutego | 1989 | Lahti         | 15 km stylem klasycznym | 42:40,7    | +2:45,5 | Harri Kirvesniemi             |
| 9.      | 7 lutego  | 1991 | Val di Fiemme | 30 km stylem klasycznym | 1:16:12,4  | ?       | Gunde Svan                    |
| 5.      | 11 lutego | 1991 | Val di Fiemme | 10 km stylem klasycznym | 25:55,0    | +18,9   | Terje Langli                  |
| 36.     | 20 lutego | 1993 | Falun         | 30 km stylem klasycznym | 1:17:33,6  | +5:35,5 | Bjørn Dæhlie                  |
| 35.     | 22 lutego | 1993 | Falun         | 10 km stylem klasycznym | 24:51,6    | +1:43,6 | Sture Sivertsen               |
| 34.     | 24 lutego | 1993 | Falun         | 10+15 km pościgowy      | 1:01:45,0  | +3:52,8 | Bjørn Dæhlie Władimir Smirnow |
| 27.     | 9 marca   | 1995 | Thunder Bay   | 30 km stylem klasycznym | 1:15:52,3  | +7:18,6 | Władimir Smirnow              |
| 20.     | 11 marca  | 1995 | Thunder Bay   | 10 km stylem klasycznym | 24:52,3    | +1:32,3 | Władimir Smirnow              |
| 31.     | 13 marca  | 1995 | Thunder Bay   | 10+15 km pościgowy      | 1:06:19,5  | +2:58,5 | Władimir Smirnow              |
| 27.     | 24 lutego | 1997 | Trondheim     | 10 km stylem klasycznym | 23:41,8    | +1:51,2 | Bjørn Dæhlie                  |
| 18.     | 25 lutego | 1997 | Trondheim     | 10+15 km pościgowy      | 1:00:11,1  | +3:19,7 | Bjørn Dæhlie                  |
| 8.      | 28 lutego | 1997 | Trondheim     | Sztafeta 4 × 10 km      | 1:37:06,1  | +4:49,9 | Norwegia                      |
| 21.     | 2 marca   | 1997 | Trondheim     | 50 km stylem klasycznym | 2:16:37,5  | +8:57,0 | Mika Myllylä                  |

### Mistrzostwa świata juniorów
| Miejsce | Dzień    | Rok  | Miejscowość | Konkurencja             | Wynik     | Strata  | Zwycięzca           |
| ------- | -------- | ---- | ----------- | ----------------------- | --------- | ------- | ------------------- |
| DNS     | 4 lutego | 1987 | Asiago      | 10 km stylem klasycznym | 27:19,5   | -       | Gierman Karaczewski |
| 10.     | 6 lutego | 1987 | Asiago      | Sztafeta 3 × 10 km      | 1:14:13,9 | +3:18,5 | ZSRR                |
| 48.     | 8 lutego | 1987 | Asiago      | 30 km stylem dowolnym   | 1:13:41,2 | +7:21,1 | Kalikan Nagombajew  |

### Puchar Świata

#### Miejsca w klasyfikacji generalnej
- sezon 1988/1989: 43.
- sezon 1989/1990: 21.
- sezon 1990/1991: 21.
- sezon 1991/1992: 17.
- sezon 1992/1993: 43.
- sezon 1993/1994: 30.
- sezon 1994/1995: 40.
- sezon 1995/1996: 30.
- sezon 1996/1997: 46.
- sezon 1997/1998: 32.

#### Miejsca na podium
| Nr | Dzień    | Rok  | Miejscowość | Konkurencja             | Czas biegu | Pozycja | Strata  | Zwycięzca     |
| -- | -------- | ---- | ----------- | ----------------------- | ---------- | ------- | ------- | ------------- |
| 1. | 14 marca | 1992 | Vang        | 50 km stylem klasycznym | 2:13:28,7  | 3.      | +1:26,8 | Vegard Ulvang |